# طوطیچه نوک‌دراز
طوطیچه نوک‌دراز (نام علمی: Forpus crassirostris) نام یک گونه از سرده طوطیچه‌ها است.